# Bionville-sur-Nied
Bionville-sur-Nied är en kommun i departementet Moselle i regionen Grand Est (tidigare regionen Lorraine) i nordöstra Frankrike. Kommunen ligger i kantonen Boulay-Moselle som tillhör arrondissementet Boulay-Moselle. År 2022 hade Bionville-sur-Nied 393 invånare.

## Befolkningsutveckling
Antalet invånare i kommunen Bionville-sur-Nied
| Referens: INSEE |